# Mareva Galanter
Mareva Galanter, née le 4 février 1979 à Papeete (Tahiti), est une reine de beauté, chanteuse, ukuléliste, comédienne et animatrice de télévision française.
Elle a été élue Miss Tahiti 1998, puis Miss France 1999.

## Biographie

### Origines et enfance
Mareva Karine Galanter naît le 4 février 1979 à Papeete (Tahiti).
Son prénom signifie « étoile filante » en tahitien. Elle a plusieurs origines : son père est juif russe et sa grand-mère paternelle roumaine, et sa mère est polynésienne et descend de la famille royale de l'île de Raiatea.
Elle passe son enfance et son adolescence à Tahiti, avec sa mère et ses trois frères. Elle reste très attachée à ses racines tahitiennes.

### Débuts de carrière
Elle démarre très jeune une carrière de mannequin et défile pour la première fois à quatorze ans. Elle fait sa première apparition à la télévision, en 1998, en tant que danseuse dans une émission sur RFO.

### Miss France 1999
Mannequin, Mareva Galanter est inscrite en mai 1998 au concours de Miss Tahiti dans lequel elle décroche l'écharpe, la qualifiant pour l'élection de Miss France. Elle enchaîne ensuite les campagnes de publicité.
Le 13 décembre 1998, elle représente son île lors de l'élection de Miss France 1999 à l'opéra de Nancy, retransmise en direct sur TF1. Elle est élue Miss France 1999 à 19 ans et devient la 69e Miss France.
Le 26 mai 1999, Mareva représente la France au concours Miss Univers à Chaguaramas (Trinité-et-Tobago). Elle se classe 13e.
Le 11 décembre 1999, à l'Hôtel de Ville de Paris et en direct sur TF1, elle transmet son titre de Miss France à Sonia Rolland, Miss Bourgogne élue Miss France 2000.

### Mannequinat
Elle est depuis souvent invitée comme mannequin par des magazines de mode et des créateurs.

### Actrice
Mareva Galanter commence sa carrière de comédienne en 2000 en apparaissant dans l'épisode La nuit la plus longue de la série Julie Lescaut. Au cinéma, elle joue dans le film Trois zéros de 2002 et dans Les Gaous de 2004 et apparaît dans des séries télévisées.

### Animatrice: de TF1 à la TNT (depuis 2000)
Elle débute comme co-animatrice sur TF1, Le Bestophe de 2000 à 2003 puis sur M6 l'année suivante, pour les M6 Awards en direct du Zénith de Lille.
Elle trouve surtout ses marques sur Paris Première avec Do you do you Scopitone. Passionnée de musique, elle présente entre 2007 et 2010 cette émission dans laquelle elle fait découvrir la chanson française en proposant des clips inédits ou peu vus. Elle y enchaîne les looks les plus iconiques quitte à se déguiser en Audrey Hepburn ou Brigitte Bardot ou même en homme. Traitant d'abord des années 1960, l’émission s'ouvrira, en janvier 2010, aux clips des années 1970 et 1980.
Elle revient ensuite sur TF1 : d'abord en tant que membre du jury de l'élection de Miss France 2010, puis en 2011, en tant que jurée de l'émission Le Plus Grand Quiz de France, aux côtés de Jean-Pierre Foucault et Christophe Dechavanne, émission de culture générale diffusée en prime-time, présentée par Sandrine Quétier. Son arrivée dans l'émission ne laisse pas indifférent.
En 2011, elle présente Passage au vert, émission qui traite de l'actualité écologique sur Ushuaïa TV.
En 2012, pour la chaîne 13e Rue, elle incarne une femme étrange et multiple dans Sex Crimes, série documentaire. La même année, la chaîne June l'invite à présenter L'émission Mode.
Durant l'été 2013 puis le 25 décembre 2013, elle coprésente l'émission Ça ne manque pas d'airs sur RTL avec Jean-Michel Zecca.
En 2013, elle est « la grande sœur » dans l'émission Popstars sur D8.
À partir d'octobre 2014, elle présente l'émission de talent show Faites danser le monde sur France Ô. En 2014-2015, elle coprésente les émissions Talent Street et Talent Street Kids avec Fred Musa sur cette même chaîne.
Le 19 mai 2015, en direct sur France Ô, elle commente, avec le journaliste Jérémy Parayre, la première demi-finale du 60e concours Eurovision de la chanson à Vienne.
En décembre 2016, elle co-anime avec Jérôme de Verdière la soirée Paris Première, 30 ans déjà.
De 2015 à 2017, elle présente l'émission Mode sur la chaîne June.
De 2017 à 2018, elle présente l'émission De 3 décos pour 1 tendance sur Elle Girl TV.
Elle est jurée de l'élection de Miss France 2020 qui se déroule à Marseille le 14 décembre 2019 et en direct sur TF1.

### Carrière de chanteuse (depuis 2006)

#### 2006: le premier albumUkuyeye
Elle se lance dans la chanson avec la sortie de son premier album Ukuyéyé by Mareva en juin 2006.
Il s'agit d'un album de reprises de chansons françaises des années 1960 au ukulélé. Sur cet album, Mareva Galanter a collaboré avec, entre autres, Jacques Ehrhart, Silvain Vanot, Jacno et Albin de la Simone. En décembre 2007, son album sort au Japon[pertinence contestée].
Les clips et scopitones sont réalisés par Régis Roinsard (Partizan Midi-Minuit).

#### 2008: deuxième opusHappy Fiu

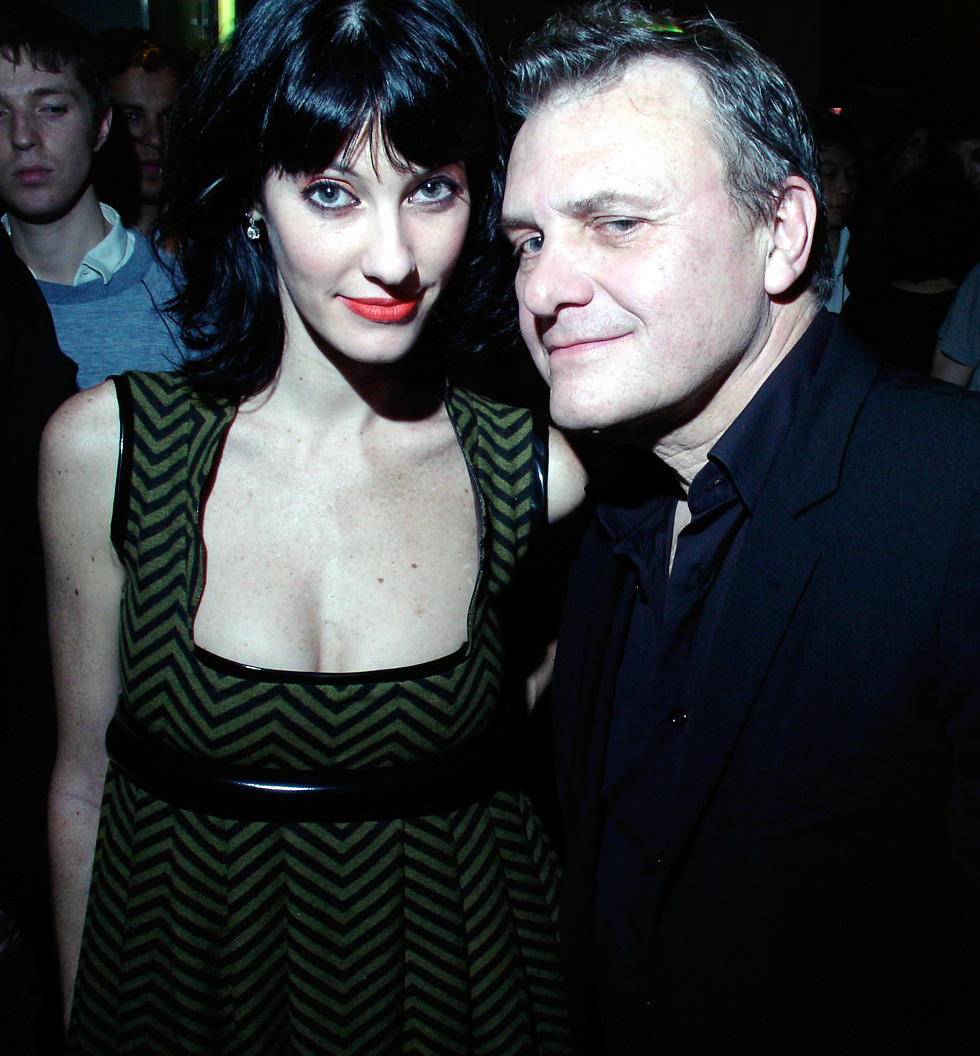
La chanteuse avec son compagnon de l'époque, Jean-Charles de Castelbajac.

Mareva Galanter enregistre ce nouvel album en Angleterre avec le groupe de rock Little Barrie et Martin Duffy de Primal Scream. Plus personnel, cet album est écrit par elle, par son compagnon de l'époque Jean-Charles de Castelbajac ainsi que des auteurs comme Jérôme Attal et Mickaël Furnon. L'album sort le 20 octobre 2008 avec un premier extrait, Miss U.
Sur la chanson Serge et Jane, elle s'associe à Rufus Wainwright pour un duo.
La chanson La sœur de Paul est un hommage à l'artiste Camille Claudel.
Deux clips sont réalisés par Samuel Benchetrit pour les chansons Miss U et C'est Demain.
Les photographies de l'album sont faites par Paolo Roversi.

#### 2009-2012: les années Nouvelle Vague
De 2009 à 2012, Mareva Galanter rejoint sur scène le groupe Nouvelle Vague. Avec cette formation, elle se produit dans plusieurs pays, des États-Unis à la Russie, plus de 150 dates de concerts sont données par an.
En 2010, Mareva Galanter reprend Sur ma Mob de Lili Drop sur l'album de Nouvelle Vague Couleurs sur Paris.
En 2011, avec Nouvelle Vague, elle participe au spectacle Ceremony mis en scène par Jean-Charles de Castelbajac pour le festival Next à Créteil. À la suite de ce spectacle, Jean-Charles de Castelbajac écrit et met en scène un nouveau spectacle pour Nouvelle Vague, Dawn of Innocence. Ce spectacle plus sombre que les précédents tourne dans le monde entier pendant l'année 2012. Fin 2012, Mareva Galanter quitte ce groupe pour poursuivre sa carrière solo.

#### 2012: nouvelles chansons,Detroit Mix
En 2012, elle se rend à Detroit pour enregistrer de nouvelles chansons avec le producteur Jim Diamond. Un EP intitulé Detroit Mix en résulte avec des titres comme Western Love ou Kill Myself.
Le clip Western Love réalisé par Nicolas Perge crée une polémique en étant censuré sur YouTube, notamment pour son érotisme.

#### 2017:Les Parisiennes
Le 15 décembre 2017, Laurent Ruquier annonce dans le quotidien Le Parisien qu'Arielle Dombasle, Mareva Galanter, Inna Modja et Helena Noguerra reforment le groupe yé-yé Les Parisiennes dans le cadre de la sortie d'un album, le 27 avril, et d'une tournée française qui débute le 24 mai 2018 aux Folies Bergère à Paris. En 2018, elle est en tournée avec le spectacle Les Parisiennes en France et à l’Olympia à Paris en décembre.

### Engagements

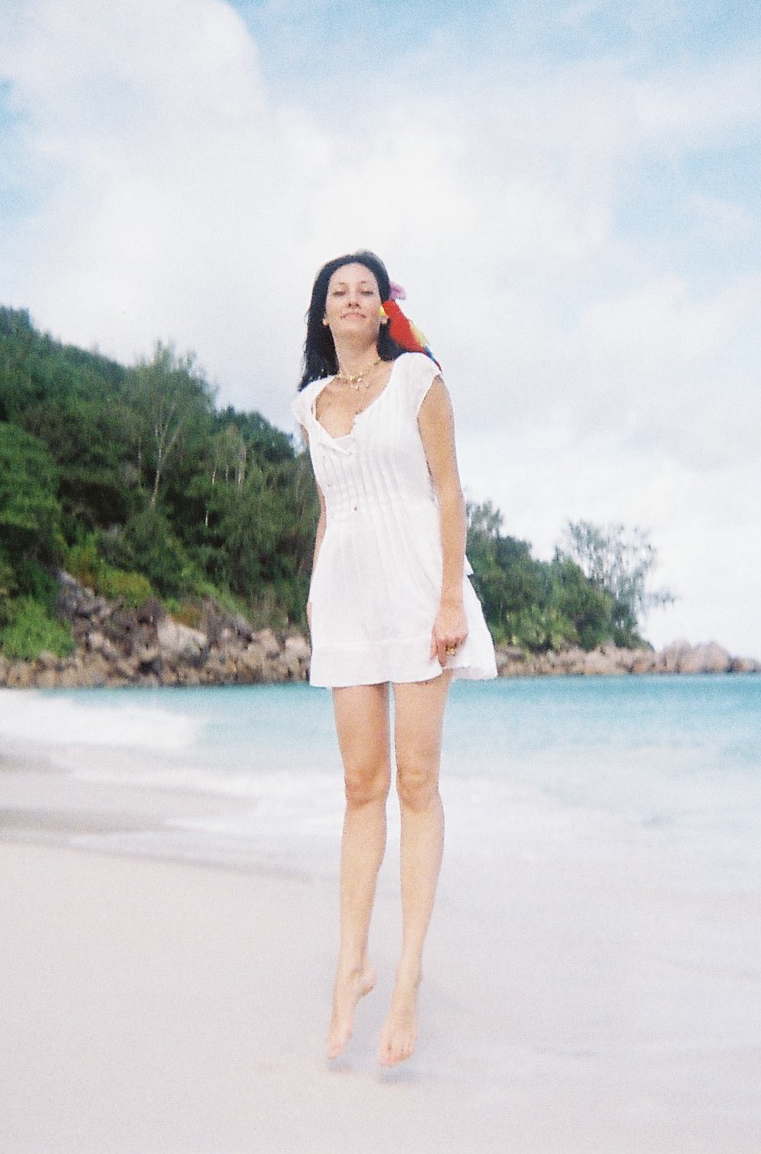
Mareva Galanter (2009)

Mareva Galanter participe avec 11 autres Miss France au Calendrier 2008 avec Stefano Pilati, directeur artistique d'Yves Saint Laurent, le PDG des éditions Conde Nast, Xavier Romatet du magazine américain Vogue qui produit ce calendrier entouré d'Emmanuelle Alt, rédactrice en chef mode de Vogue, en faveur de l'association Ela parrainée par Zinédine Zidane.
Elle fait également partie de l'association Les Bonnes Fées avec  d'anciennes Miss France en titre qui viennent en aide aux femmes et aux enfants en difficulté[réf. nécessaire].

### Autres activités artistiques
Alors influencée par les artistes et leur univers, Mareva Galanter se prête à des expériences plastiques originales. En 2010, elle joue dans Glossary of delusions de l'artiste Sam Samore. L'œuvre sera montrée dans de nombreuses galeries, festivals et musées. Sam Samore et Mareva Galanter se retrouvent à l'occasion d'un nouveau projet de l'artiste, Veritas montré à la Biennale d'Art de Beijing en Chine.

### Vie privée
De février 2002 à mars 2012, elle est la compagne du créateur Jean-Charles de Castelbajac.
En couple avec l'animateur et producteur de télévision Arthur, elle donne naissance le 5 août 2015 à une fille se prénommant Manava (« bienvenue » en tahitien). En 2022, ils révèlent s'être mariés le 3 août 2017 en publiant une photographie du couple à Bora-Bora, fêtant leurs noces de bois.

## Discographie

### Albums

#### Albums studio
- 2006 : Ukuyeye
- 2008 : Happy Fiu
- 2013 : Detroit Mix
- 2018 : Les Parisiennes (avec Arielle Dombasle, Inna Modja & Helena Noguerra)
- 2023 : Paris-Tahiti

#### Reprises et collaborations
- Francofolies 2006 : Ode à Dick avec Dick Rivers
- 2012 : Sur ma Mob sur l'album Couleurs sur Paris de Nouvelle Vague
- 2020 : Et demain ? (Et demain ? Le collectif)

## Filmographie

### Cinéma

#### Longs métrages
- 2002 : 3 zéros de Fabien Onteniente : Eva
- 2003 : Les Gaous d'Igor Sékulic : Pénélope
- 2006 : La Panthère rose,  film américain de Shawn Levy : la journaliste dans la rue

#### Court-métrage
- 2002 : Tu devrais faire du cinéma de Michel Vereeken : la jeune femme du métro

#### Doublage
- 2016 :  Vaiana : La Légende du bout du monde : Sina (dialogues)
- 2024 : Vaiana 2 : Sina

### Télévision

#### Séries télévisées
- 2000 : Julie Lescaut (saison 10, épisode 2 : La nuit la plus longue de Pierre Aknine) : Laura
- 2002 : La ligne noire : Vanessa
- 2005 : La crim' (saison 12, episode 3 : Une mort pour une autre) : Chloé Sobel
- 2005 : Le Proc (saison 1, épisode 2 : Classe tous risques, épisode 3 : Accident mortel) : Bénédicte Rolland
- 2025 : Léo Mattéï, Brigade des mineurs (saison 12, épisode 3 : Chez les autres) : Aline Berger

#### Téléfilm
- 2011 : À chacun son outre mer

## Émissions de télévision

### Animatrice
- 2000-2003 : Le Bestophe sur TF1
- 2000 : M6 Awards sur M6
- 2000 : Stars de l'an 2000 sur M6
- 2007-2009 : Do you do you Scopitone sur Paris Première
- 2009 : Miss Monde sur Paris Première
- 2009 : L'Été art de vivre sur Paris Première
- 2010-2013 : Passage au vert sur Ushuaia Tv
- 2011 : Miss Univers 2011 sur Paris Première
- 2012 : L'Émission Mode sur June Tv
- 2012 : Sex Crimes sur 13ème Rue
- 2013 : Popstars sur D8
- 2014 : Faites danser le monde sur France Ô
- 2015 : Talent Street sur France Ô
- 2015 : Talent Street Kids sur France Ô
- 2015 : Concours Eurovision de la chanson 2015 sur France Ô avec Jérémy Parayre
- 2016 : Paris Première, 30 ans déjà sur Paris Première
- 2018 : 3 tendances pour 1 déco sur Elle Girl Tv
- 2021 : Les Chœurs des Outre-Mer sur France 4 avec Juan Massenya
- 2022 : Les Sentinelles de l'océan sur Ushuaia Tv

### Participante
- 2003 : Nice People sur TF1 : guest invitée
- 2011 : Le Plus Grand Quiz de France sur TF1 : jurée
- 2020 : Stars à nu sur TF1 : participante
- 2022 : Le Grand Concours des régions - "Quelle sera la meilleure danse folklorique ?" sur France 3 : jurée
- 2023 : Le Grand Concours sur TF1 : candidate